# Oenanthe chaerophylloides
Oenanthe chaerophylloides är en flockblommig växtart som beskrevs av Pierre André Pourret de Figeac. Oenanthe chaerophylloides ingår i släktet stäkror, och familjen flockblommiga växter. Inga underarter finns listade i Catalogue of Life.